# Stefi Pedersen
Ellen Stephanie "Stefi" Pedersen, född Mode 1908 i Berlin, död 24 mars 1980 i Stockholm, var en tysk-svensk psykoterapeut och pionjär inom svensk psykoanalys. Hon lyfte tidigt frågor om utanförskap och var framsynt angående de särskilda behoven hos traumatiserade flyktingar och personer med krigstrauman, inte minst barn.

## Biografi
Stefi Pedersen föddes inom en assimilerad judisk familj. Det finns uppgifter om att hon döptes och därmed kom att bli konverterad till katolicismen. Vid denna tid var konverteringar inte ovanliga bland tyska judar som betraktade sig som icke-religiösa. Efter att Hitler kommit till makten 1933 flydde Stefi Pedersen till Prag och sedan till Norge. Hon etablerade sig i Norge, blev norsk medborgare och avlade 1942 magisterexamen i humaniora och psykologi. Efter att nazisterna invaderat Norge flydde hon över fjällen till Sverige. Den grupp hon flydde tillsammans med hjälpte också en grupp judiska barn som kommit från Österrike till Norge att fly en andra gång. Stefi Pedersen etablerade sig i Stockholm och kom att bo där till sin död. Hon var gift under en tid, men skilde sig 1939. Hon gifte inte om sig och vad man vet sammanlevde hon inte med någon person efter skilsmässan. De som kände Stefi Pedersen beskrev hennes arbete, kollegor och patienter som något av en familj för henne.
Under åren 1930–1932 utbildade sig Stefi Pedersen vid Berlins psykoanalytiska förening, med Otto Fenichel som läroanalytiker. Hon fortsatte sin verksamhet i Oslo med Trygve Braatøy som handledare. Väl i Sverige fortsatte hon sin läroanalys och blev 1955 formellt medlem i Svenska psykoanalytiska föreningen. Hon var en tidig representant för ickemedicinskt utbildade personer som verkade inom psykoanalysen och den tidiga kliniska psykologin och psykoterapin i Sverige. Internationella kontakter var centrala för Stefi Pedersen och som vetenskaplig sekreterare i Svenska psykoanalytiska föreningen bjöd hon in internationella psykoanalytiker att föreläsa.
Stefi Pedersen var på sin tid en av relativt få svenska psykoanalytiker som publicerade sig i etablerade internationella tidskrifter. Hon skrev också populärvetenskapliga artiklar, bland annat för den norska tidningen Arbeiderbladet och den socialistiska tidskriften Tiden. Hon hade redan tidigt i livet engagerat sig för socialistiska idéer. År 1958 arbetade hon på Kuba där hon föreläste, arbetade kliniskt och försökte etablera en psykoanalytisk förening. Hon utnämndes i början av 1960-talet till utbildningsanalytiker vid Svenska psykoanalytiska föreningen. Utnämningen till utbildningsanalytiker var remarkabel eftersom Stefi Pedersen saknade medicinsk utbildning och det vid denna tidpunkt var ovanligt med icke-medicinare i föreningen. Psykoanalytikern och författaren Else-Britt Kjellqvist har framhållit att Stefi Pedersen var lika mycket kulturpersonlighet som kliniker.
Stefi Pedersen föreläste vid en rad universitet i Norge och Sverige och undervisade vid bland annat Psykoterapicentrum och Sankt Lukas-stiftelsen där man bedriver utbildning till psykoterapeut. För Stefi Pedersen var det sociala engagemanget och ansvaret viktigt och det är rimligt att tänka sig att hennes egna erfarenheter av förföljelse, flykt och utanförskap gav näring till detta engagemang. Hon skrev om mänskliga rättigheter och arbetade för och med flyktingar och människor som på olika sätt var marginaliserade och levde ”på gränsen”. Bland annat genom UNESCO arbetade hon med svårt traumatiserade människor. Hon kom också att engagera sig för ett humant flyktingmottagande och påpekade oförtröttligt de avsevärda behoven hos barn som levde i fattigdom. Stefi Pedersen har påtalat vikten av att barn tidigt får ett språkligt uttryck och att berättelser kan hjälpa dem att hantera den skräck som alltid uppstår i mötet med världen. Genom berättelser kan det skrämmande erkännas och bearbetas, påpekade Stefi Pedersen, och framhöll att barnet behöver begripa sin ångest, inte avskärmas från den. Samtidigt uttryckte hon djupt respekt för de ibland magiska medel vi människor tar till för att bemästra fasor. I essän "Flykt och verklighet. Några mentalhygieniska iakttagelser om emigration", skriven 1945, poängterade hon att flykt per definition är en resa ut i ingenting och att människor på flykt kan uppvisa depersonalisering och oförmåga att minnas både sin egen historia och faktakunskaper. Snarare återupplevs trauman som om de upprepade sig i ett ständigt nu. Här förebådade Stefi Pedersen kunskapen om posttraumatiska reaktioner som senare kom att få en central plats inom forskning och klinisk verksamhet rörande människor med traumatiska flykt- och krigserfarenheter.